# RH DEBUT TOUR 1999
『RH DEBUT TOUR 1999』（アールエイチデビューツアー1999）は、1999年発売の広末涼子の1枚目のライブ・アルバムとライブ・ビデオのセット。発売元はワーナーミュージック・ジャパン。

## 概要
- 1999年2月に日本武道館（2日間）、名古屋レインボーホール、大阪城ホールの全国3箇所で計4日間開催された広末涼子のファーストライブ「RH DEBUT TOUR 1999」を収録した作品。
- ライブビデオは日本武道館の2日目のライブの模様が収録されている。その他、リハーサル風景や、東京・名古屋・大阪公演のオフショット映像も収録されている。VHS。
- 収録されていない曲も存在する。
- 長らくDVD化されていなかったが、2013年発売の『RH Singles&...〜edition de luxe〜』の初回限定盤に特典として本ライブと全シングルのPVをあわせて収録したDVDが同梱された[1]。

## 収録曲

### CD
1. WALK OUT!
2. MajiでKoiする5秒前
3. ヨリミチ
4. 風のプリズム
5. 青い空に浮かぶ月のように
6. プライベイト
7. ジーンズ
8. 大スキ!
9. 明日へ
10. あのつくことば。

### ビデオ
1. WALK OUT!
2. MajiでKoiする5秒前
3. 風のプリズム
4. プライベイト
5. summer sunset
6. ジーンズ
7. なんてったって 今日はクリスマス!
8. 大スキ!
9. 明日へ
10. あのつくことば。

## RH DEBUT TOUR 1999

### 実施日・実施会場
- 1999年2月6日 : 日本武道館
- 1999年2月7日 : 日本武道館
- 1999年2月11日 : 名古屋レインボーホール
- 1999年2月14日 : 大阪城ホール

### 歌唱・演奏曲
1. WALK OUT!
2. MajiでKoiする5秒前
3. ヨリミチ
4. It's my Idol
5. 風のプリズム
6. 青い空に浮かぶ月のように
7. プライベイト
8. summer sunset
9. ジーンズ
10. なんてったって 今日はクリスマス!
11. アリガト!
12. 大スキ! （アンコール）
13. 明日へ （アンコール）
14. あのつくことば。 （アンコール）
15. 関西弁版大スキ! （アンコール大阪公演のみ）

### 参加ミュージシャン
- 島田昌典（Keyboards）
- 沖山優司（Bass）
- 矢部浩志（Drums）
- 古川昌義（Guitar）
- 馬場一嘉（Guitar）
- YOKAN（Trumpet&Percussion）
- 前田康美（Chorus）
- 坂井利衣子（Chorus）